# Andrew Holleran
Andrew Holleran (* 1943 auf Aruba, gebürtig Eric Garber) ist ein US-amerikanischer Schriftsteller, der als bekannter Vertreter der schwulen post-stonewall-Literatur gilt.

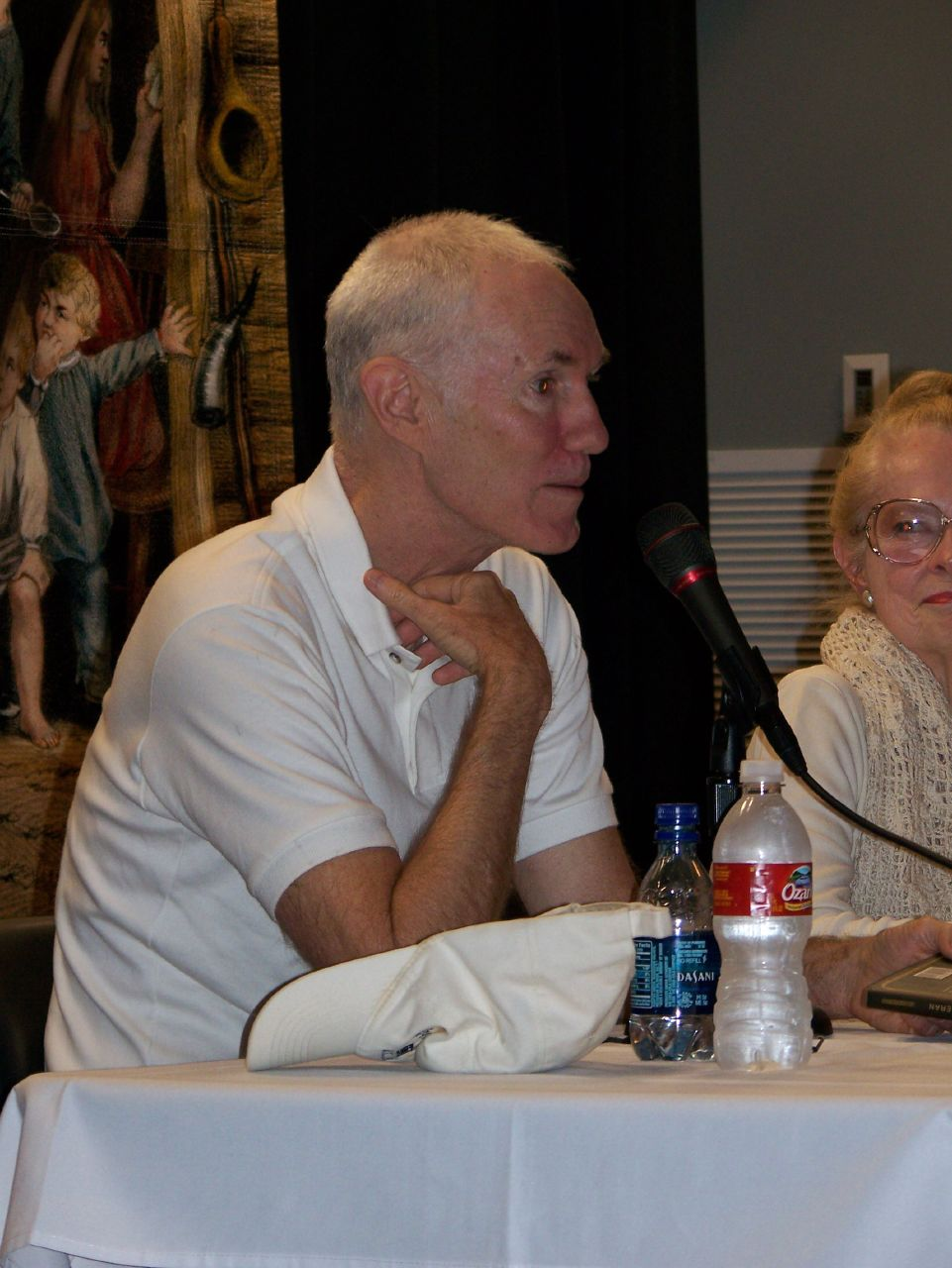
Andrew Holleran beim Arkansas Literary Festival im Jahre 2007.

## Leben
Eric Garber wuchs auf den Karibikinseln Aruba und Curaçao auf. Er studierte an der Harvard University, wo er 1965 seinen Abschluss machte. In den anschließenden Jahren leistete er seinen Militärdienst und war zeitweise in Westdeutschland bei Ludwigshafen stationiert, besuchte Schreibwerkstätten und brach ein Jurastudium ab. Er zog nach New York und hatte literarische Ambitionen, musste sich aber einige Jahre auch mit Gelegenheitsjobs finanzieren. Seine erste Kurzgeschichte The Holy Family veröffentlichte er 1971 im The New Yorker. Garber wählte als Autor das Pseudonym Andrew Holleran, da seine Eltern zum Zeitpunkt seiner ersten Veröffentlichungen in den 1970ern in einer konservativen Kleinstadt in den Südstaaten lebten und er diesen keine Unannehmlichkeiten bereiten wollte.
Tänzer der Nacht (Originaltitel Dancer from the Dance) bedeutete 1978 das Romandebüt von Holleran. Das Werk wurde ein Überraschungserfolg und gilt heute als Klassiker der schwulen Literatur. Die Hauptfigur Malone zieht nach New York und lernt die schwulen Diskotheken von New York City und Fire Island kennen, wobei sich die Charaktere des Romans in dem hedonistischen Nachtleben gleichermaßen entfalten wie verlieren können. Hollerans Roman wurde häufiger mit F. Scott Fitzgeralds Der große Gatsby verglichen. Larry Kramer urteilte gar, Holleran sei so etwas wie „F. Scott Fitzgerald und Ernest Hemingway zusammen“ für die schwule Literatur – „nur schreibt er besser“.
Hollerans zweiter Roman Nights in Aruba von 1983 ist – wie große Teile seines Werkes – stark autobiografisch geprägt und erzählt von schwuler Selbstfindung, Erwachsenwerden und Familienbindungen. In der Essaysammlung Ground Zero setzte er sich 1988 mit den Auswirkungen der AIDS-Krise auseinander. Diese prägte auch Hollerans spätere Romane, die stark von Melancholie und der Thematik der eigenen Sterblichkeit geprägt sind. Der dritte Roman The Beauty of Men von 1996 erzählt von einem schwulen Mann mittleren Alters, der auf dem Höhepunkt der AIDS-Krise aus New York wegzieht, um seine Mutter im ländlichen Florida zu pflegen. In dem Folgeroman Grief: a Novel aus dem Jahr 2006 muss die Hauptfigur den Tod ihrer Eltern verarbeiten. In Hollerans fünftem Roman The Kingdom of Sand von 2022 ist die schwule Hauptfigur nach dem Tod ihrer Eltern im ländlichen Florida wohnen geblieben, hier muss er sich dem eigenen Älterwerden stellen, als sein einziger enger Freund todkrank wird. Neben seinen Romanveröffentlichungen hat er Kurzgeschichten in Kollektionen wie M2M:New Literary Fiction und fortlaufend Artikel im The Gay and Lesbian Review publiziert.
2007 erhielt Holleran den Stonewall Book Award für Grief: a Novel. Im selben Jahr erhielt er außerdem den Bill Whitehead Award der LGTB-Literaturorganisation Publishing Triangle für sein Lebenswerk als Autor. Um 1980 war er ein Mitglied der sogenannten Violet Quill, einer homosexuellen Autorengruppe, die sich in New York traf. Zum Violet Quill gehörten auch andere sehr produktive Schriftsteller wie Edmund White und Felice Picano. Holleran unterrichtete auch viele Jahre Kreatives Schreiben an der American University in Washington. Er lebt heute nahe Gainesville in Florida.

## Werke
- Dancer from the Dance (1978), Roman.
  - dt.: Tänzer der Nacht, Gmünder Verlag, Berlin 1997 (Neuauflage 2011 bei Bruno Books). ISBN 3-86187-302-8. Übersetzt von Christian von Maltzahn.
- Nights in Aruba (1983), Roman.
  - Nächte auf Aruba, Knaur, München 1986. ISBN 3-426-01363-0. Übersetzt von Christian von Maltzahn.
- Ground Zero (1988), Essaysammlung.
- The Beauty of Men (1996), Roman.
- In September, The Light Changes (1999), Sammlung von Erzählungen.
- Grief: a Novel (2006), Roman.
- The Kingdom of Sand (2022), Roman. Verlag Jonathan Cape, ISBN 978-1-78733-404-5.